# Grafton (Nova Gales do Sul)
Grafton é uma cidade do estado australiano de Nova Gales do Sul, localizada ao longo do Rio Clarence, cercada por fazendas e cheia de famílias e aposentados. De acordo com o censo australiano de 2016, a população estimada era de 18.668 pessoas.